# Зеликович, Эммануил Семёнович
Эммануи́л Семёнович Зелико́вич (1896 — после 1965) — русский советский писатель-фантаст и популяризатор науки.

## Биография
Родился 14 (26) июля 1896 года в Вильне в семье Симхи Мордуховича Зеликовича и его жены Рахили Абрамовны.
В 1914 году окончил реальное училище в Москве.
9 июля 1914 года уехал в Германию, где был интернирован и в течение трёх месяцев находился в тюрьме. Затем, до февраля 1917 года, жил в Берлине, потом бежал в Голландию, где жил до конца 1919 года, после чего уехал на несколько недель в Бельгию и снова вернулся в Германию, в город Нойс.
В ноябре 1922 года вернулся в Москву. В 1923—1925 годах работал в Коммунистическом Университете трудящихся Востока, в 1925—1928 годах — в Коммунистическом университете трудящихся Китая, в 1928—1929 годах — в институте «Каган Шапшал». В 1929 году закончил краткосрочные курсы переподготовки при Всесоюзном обществе культурной связи с заграницей, после чего преподавал немецкий язык в институте иностранных языков и в школах Москвы.
Познакомившись с А. А. Солоновичем, заинтересовался анархизмом и мистикой (хотя признавал, что мистицизм «не соответствует анархическому учению»). В 1924 году был посвящён в рыцари 1-й (низшей) степени анархо-мистического «Ордена Тамплиеров», входил в кружок Солоновича, позже — в кружки П. Аренского и А. С. Поля.
17 февраля 1931 года был арестован по обвинению в участии в контрреволюционной организации «Орден Света». На следствии показал, что мистикой и анархизмом интересовался лишь «с теоретической стороны» и «совершенно не знал о контрреволюционной деятельности „Ордена Света“». Признал участие в Ордене лишь арестованных к этому времени его членов, отказавшись назвать других. Постановлением ОСО ОГПУ от 25 апреля 1931 года приговорён к трём годам лагерей. Содержался в Соловецком лагере особого назначения. Освобождён по заключению СПО ОГПУ от 26 июля 1934 года без ограничения места жительства.
Вернулся в Москву. Более репрессиям не подвергался. Реабилитирован постановлением Президиума Московского городского суда от 25 октября 1965 года (на момент реабилитации проживал в Москве).

### Семья
- Отец — Семён Маркович (Симха Мордухович) Зеликович (1869—?), зубной врач.[2]
- Мать — Рахиль Абрамовна (Шахновна) Зеликович.
- Сестра — Ирина Семёновна Зеликович (1900—1981), работала библиотекарем.
- Жена — Лидия Львовна Зеликович (урождённая Аронова, 1900—1978), работала делопроизводителем на курсах переквалификации и в Министерстве просвещения РСФСР (минпрос).[3][4]

## Литературное творчество
В 1930 году в московском журнале «Борьба миров» появился первый фантастический памфлет Зеликовича «Большевистские пятна на Солнце». В этом же году в журнале появляется его главное произведение — утопический роман «Следующий мир».
Герои романа, английский математик Брукс открывает способ проникнуть в параллельный мир и попадает на планету победившего коммунизма Айю, на которой всё, как на Земле, только лучше, рациональнее и красивее. Все её жители — вегетарианцы; они живут в городах, различаемых по номерам и выстроенных по единому образцу; их дети воспитываются в огромном интернате, и так далее… Пример Айю разрушает «буржуазные предрассудки» Брукса и на второй день он заявляет, что при возвращении вступает в английскую компартию. В то же время на соседней с Айю планете Юйви сохраняются капиталистические порядки, и айютяне, как носители самой высокой морали в Космосе, считают, что это даёт им право на вмешательство и нанесение упреждающего удара.
В наивной и неубедительной утопии Зеликовича, написанной на переходе к «сталинским пятилеткам», уже отсутствует искренний революционный пафос ранних советских утопий, но явно видны признаки ангажированной литературы, навязывающей читателю чёткие политические установки.
Несмотря на то, что роман был анонсирован в журнале к выходу в книжном издании, книга так и не была издана — возможно, из-за ареста Зеликовича в 1931 году.
В 1938 году в журналах появляются новые фантастические рассказы Зеликовича «Опасное изобретение» и «Необычайное приключение Генри Стэнлея», являющихся характерными образцами научной фантастики того периода.
В дальнейшем Зеликович на протяжении 30 лет не обращался к фантастике, увлёкшись после войны популяризацией науки. В 1948 году вышла его научно-популярная книга «Миры солнц. Очерки звёздной астрономии», в 1950-м — «Свет и цвет. Беседы о значении, явлениях и природе света и цвета». Множество его научно-популярных статей в 1950-е годы были опубликованы в советской периодике.
В 1960-х годах Зеликович попытался вернуться к научной фантастике, опубликовав рассказ «Танец эльфов» (1968) и повесть «Операция № 2» (1969). Однако эта попытка оказалась неудачной: произведения, написанные в духе фантастики 1930-х годов, в 1960-е смотрелись уже откровенно пародийно.
В 2012 году сборник повестей и рассказов Зеликовича был выпущен издательством «Тардис» (Екатеринбург).